# Wereldkampioenschap snelwandelen voor ploegen
Het World Athlethics wereldkampioenschap voor ploegen ("World Athletics Race Walking Team Championships") is een snelwandelwedstrijd die wordt georganiseerd door World Athletics. Hij wordt sinds 1961 gehouden, normaal gesproken tweejaarlijks. De eerste vrouwenwedstrijd was in 1979. Sinds 2004 is er ook een juniorenwedstrijd (voor atleten onder 20 jaar).
Lange tijd werd deze wedstrijd de Lugano-cup genoemd, naar de eerste stad waar de wedstrijd werd gehouden. Vervolgens heette de wedstrijd Wereldbeker snelwandelen tot 2016. 
Er worden bij deze wedstrijd ook medailles voor landenploegen gegeven. Van 1975 tot 1997 was er een gecombineerd klassement voor de 20 km en 50 km, genaamd de Lugano Trophy. Sinds 1993 zijn er klassementen per afstand, hierdoor zijn er 3 kampioenschappen geweest waarbij ploegen dubbele medailles konden krijgen.

## Gaststeden
| Jaar | Stad              | Land                           |
| ---- | ----------------- | ------------------------------ |
| 1961 | Lugano            | Zwitserland                    |
| 1963 | Varese            | Italië                         |
| 1965 | Pescara           | Italië                         |
| 1967 | Bad Saarow        | Duitse Democratische Republiek |
| 1970 | Eschborn          | West-Duitsland                 |
| 1973 | Lugano            | Zwitserland                    |
| 1975 | Le Grand-Quevilly | Frankrijk                      |
| 1977 | Milton Keynes     | Verenigd Koninkrijk            |
| 1979 | Eschborn          | West-Duitsland                 |
| 1981 | Valencia          | Spanje                         |
| 1983 | Bergen            | Noorwegen                      |
| 1985 | St. John's        | Verenigd Koninkrijk            |
| 1987 | New York          | Verenigde Staten               |
| 1989 | L'Hospitalet      | Spanje                         |
| 1991 | San José          | Verenigde Staten               |
| 1993 | Monterrey         | Mexico                         |
| 1995 | Peking            | China                          |
| 1997 | Poděbrady         | Tsjechië                       |
| 1999 | Mézidon-Canon     | Frankrijk                      |
| 2002 | Turijn            | Italië                         |
| 2004 | Naumburg          | Duitsland                      |
| 2006 | A Coruña          | Spanje                         |
| 2008 | Tsjeboksary       | Rusland                        |
| 2010 | Chihuahua         | Mexico                         |
| 2012 | Saransk           | Rusland                        |
| 2014 | Taicang           | China                          |
| 2016 | Rome              | Italië                         |
| 2018 | Taicang           | China                          |
| 2022 | Muscat            | Oman                           |
| 2024 | Antalya           | Turkije                        |

## Individuele Uitslagen

### Mannen

#### 10 km snelwandelen(junioren)
| Jaar | Goud                      | Goud  | Zilver                    | Zilver | Brons                     | Brons |
| ---- | ------------------------- | ----- | ------------------------- | ------ | ------------------------- | ----- |
| 2004 | Sun Chao China            | 40.38 | Eder Sánchez Mexico       | 41.01  | Benjamin Sánchez Spanje   | 41.19 |
| 2006 | Sergej Morozov Rusland    | 40.26 | Miguel Ángel López Spanje | 41.41  | Aleksey Grigoryev Rusland | 41.52 |
| 2008 | Alexey Bartsaykin Rusland | 39.57 | Chen Ding China           | 40.12  | Denis Strelkov Rusland    | 40.17 |
| 2010 | Eider Arévalo Colombia    | 42.13 | Zelin Cai China           | 42.22  | Valery Filipchuk Rusland  | 42.58 |
| 2012 | Eider Arévalo Colombia    | 41.17 | Alexander Ivanov Rusland  | 41.42  | Jesús Tadeo Vega Mexico   | 41.56 |
| 2014 | Gao Wenkui China          | 39.40 | Daisuke Matsunaga Japan   | 39.45  | Nikolay Markov Rusland    | 39.55 |
| 2016 | Zhang Jun China           | 40.23 | Manuel Bermúdez Spanje    | 40.27  | Noel Alí Chama Mexico     | 40.29 |
| 2018 | Zhang Yao China           | 40.07 | Wang Zhaozhao China       | 40.12  | José Ortiz Guatemala      | 40.17 |
| 2022 | Wang Hongren China        | 44.06 | Diego Giampaolo Italië    | 44.14  | Zeng Yu China             | 44.14 |

#### 20 km snelwandelen
| Jaar | Goud                                                  | Goud    | Zilver                                                | Zilver  | Brons                                                 | Brons   |
| ---- | ----------------------------------------------------- | ------- | ----------------------------------------------------- | ------- | ----------------------------------------------------- | ------- |
| 1961 | Ken Matthews Verenigd Koninkrijk                      | 1:30:55 | Lennart Back Zweden                                   | 1:32:12 | George Williams Verenigd Koninkrijk                   | 1:34:02 |
| 1963 | Ken Matthews Verenigd Koninkrijk                      | 1:30:11 | Paul Nihill Verenigd Koninkrijk                       | 1:33:19 | Antal Kiss Hongarije                                  | 1:33:38 |
| 1965 | Dieter Lindner Duitse Democratische Republiek         | 1:28:10 | Antal Kiss Hongarije                                  | 1:29:09 | Gerhard Sperling Duitse Democratische Republiek       | 1:31:30 |
| 1967 | Nikolay Smaga Sovjet-Unie                             | 1:28:39 | Vladimir Goloebnitsji Sovjet-Unie                     | 1:28:58 | Ron Laird Verenigde Staten                            | 1:29:13 |
| 1970 | Hans-Georg Reimann Duitse Democratische Republiek     | 1:26:55 | Vladimir Goloebnitsji Verenigde Staten                | 1:27:22 | Peter Frenkel Duitse Democratische Republiek          | 1:27:33 |
| 1973 | Hans-Georg Reimann Duitse Democratische Republiek     | 1:29:31 | Karl-Heinz Stadtmüller Duitse Democratische Republiek | 1:29:36 | Ron Laird Verenigde Staten                            | 1:30:45 |
| 1975 | Karl-Heinz Stadtmüller Duitse Democratische Republiek | 1:26:12 | Bernd Kannenberg West-Duitsland                       | 1:26:20 | Peter Frenkel Duitse Democratische Republiek          | 1:26:54 |
| 1977 | Daniel Bautista Mexico                                | 1:24:02 | Domingo Colín Mexico                                  | 1:24:31 | Karl-Heinz Stadtmüller Duitse Democratische Republiek | 1:24:51 |
| 1979 | Daniel Bautista Mexico                                | 1:18:49 | Boris Yakovlev Sovjet-Unie                            | 1:19:46 | Nikolay Vinnichenko Sovjet-Unie                       | 1:20:05 |
| 1981 | Ernesto Canto Mexico                                  | 1:23:52 | Roland Wieser Duitse Democratische Republiek          | 1:24:12 | Alessandro Pezzatini Italië                           | 1:24:24 |
| 1983 | Jozef Pribilinec Tsjecho-Slowakije                    | 1:19:30 | Ernesto Canto Mexico                                  | 1:19:41 | Anatoliy Solomin Sovjet-Unie                          | 1:19:43 |
| 1985 | José Marín Spanje                                     | 1:21:42 | Maurizio Damilano Italië                              | 1:21:43 | Victor Mostovic Sovjet-Unie                           | 1:22:01 |
| 1987 | Carlos Mercenario Mexico                              | 1:19:24 | Victor Mostovic Sovjet-Unie                           | 1:19:32 | Anatoliy Gorshkov Sovjet-Unie                         | 1:20:04 |
| 1989 | Frants Kostyukevich Sovjet-Unie                       | 1:20:21 | Michail Sjtsjennikov Sovjet-Unie                      | 1:20:34 | Yevgeniy Misyulya Sovjet-Unie                         | 1:20:47 |
| 1991 | Michail Sjtsjennikov Sovjet-Unie                      | 1:20:43 | Ernesto Canto Mexico                                  | 1:20:46 | Thierry Toutain Frankrijk                             | 1:20:56 |
| 1993 | Daniel García Mexico                                  | 1:24:26 | Valentí Massana Spanje                                | 1:24:32 | Alberto Cruz Mexico                                   | 1:24:37 |
| 1995 | Li Zewen China                                        | 1:19:44 | Michail Sjtsjennikov Rusland                          | 1:19:58 | Bernardo Segura Mexico                                | 1:20:32 |
| 1997 | Jefferson Pérez Ecuador                               | 1:18:24 | Daniel García Mexico                                  | 1:18:27 | Ilja Markov Rusland                                   | 1:18:30 |
| 1999 | Bernardo Segura Mexico                                | 1:20:20 | Yu Guohui China                                       | 1:20:21 | Vladimir Andreyev Rusland                             | 1:20:29 |
| 2002 | Jefferson Pérez Ecuador                               | 1:21:26 | Vladimir Andreyev Rusland                             | 1:21:50 | Alejandro López Mexico                                | 1:22:01 |
| 2004 | Jefferson Pérez Ecuador                               | 1:18:42 | Robert Korzeniowski Polen                             | 1:19:02 | Nathan Deakes Australië                               | 1:19:11 |
| 2006 | Paquillo Fernández Spanje                             | 1:18:31 | Jefferson Pérez Ecuador                               | 1:19:08 | Han Yucheng China                                     | 1:19:10 |
| 2008 | Paquillo Fernández Spanje                             | 1:18:31 | Valeri Bortsjin Rusland                               | 1:19:08 | Eder Sánchez Mexico                                   | 1:19:10 |
| 2010 | Wang Hao China                                        | 1:22.35 | Yafei Zhu China                                       | 1:22.46 | Andrej Krivov Rusland                                 | 1:22.54 |
| 2012 | Wang Zhen China                                       | 1:19.13 | Andrej Krivov Rusland                                 | 1:19.27 | Vladimir Kanajkin Rusland                             | 1:19.43 |
| 2014 | Ruslan Dmytrenko Oekraïne                             | 1:18.37 | Cai Zelin China                                       | 1:18.52 | Andrey Ruzavin Rusland                                | 1:18.59 |
| 2016 | Wang Zhen China                                       | 1:19.22 | Cai Zelin China                                       | 1:19.32 | Álvaro Martín Spanje                                  | 1:19.36 |
| 2018 | Koki Ikeda Japan                                      | 1:21.13 | Wang Kaihua China                                     | 1:21.22 | Massimo Stano Italië                                  | 1:21.33 |
| 2022 | Toshikazu Yamanishi Japan                             | 1:22.52 | Koki Ikeda Japan                                      | 1:23.29 | Samuel Gathimba Kenia                                 | 1:23.52 |

#### 35 km snelwandelen
| Jaar | Goud                     | Goud    | Zilver               | Zilver  | Brons                     | Brons   |
| ---- | ------------------------ | ------- | -------------------- | ------- | ------------------------- | ------- |
| 2022 | Perseus Karlström Zweden | 2:36.14 | Álvaro Martín Spanje | 2:36.54 | Miguel Angel Lopez Spanje | 2:37.27 |

#### 50 km snelwandelen
| Jaar | Goud                                           | Goud    | Zilver                                           | Zilver  | Brons                                            | Brons   |
| ---- | ---------------------------------------------- | ------- | ------------------------------------------------ | ------- | ------------------------------------------------ | ------- |
| 1961 | Abdon Pamich Italië                            | 4:25:38 | Don Thompson Verenigd Koninkrijk                 | 4:30:35 | Åke Söderlund Zweden                             | 4:36:48 |
| 1963 | István Havasi Hongarije                        | 4:14:25 | Ray Middleton Verenigd Koninkrijk                | 4:17:16 | Ingvar Pettersson Zweden                         | 4:19:11 |
| 1965 | Christoph Höhne Duitse Democratische Republiek | 4:03:14 | Burkhard Leuschke Duitse Democratische Republiek | 4:06:02 | Abdon Pamich Italië                              | 4:06:41 |
| 1967 | Christoph Höhne Duitse Democratische Republiek | 4:09:09 | Peter Selzer Duitse Democratische Republiek      | 4:11:40 | Aleksandr Shcherbina Sovjet-Unie                 | 4:13:07 |
| 1970 | Christoph Höhne Duitse Democratische Republiek | 4:04:36 | Veniamin Soldatenko Sovjet-Unie                  | 4:09:52 | Burkhard Leuschke Duitse Democratische Republiek | 4:11:10 |
| 1973 | Bernd Kannenberg West-Duitsland                | 3:56:51 | Otto Barch Sovjet-Unie                           | 3:57:11 | Christoph Höhne Duitse Democratische Republiek   | 3:57:26 |
| 1975 | Yevgeniy Lyungin Sovjet-Unie                   | 4:03:42 | Gerhard Weidner West-Duitsland                   | 4:09:58 | Vladimir Svetnikov Sovjet-Unie                   | 4:11:31 |
| 1977 | Raúl González Mexico                           | 4:04:16 | Pedro Aroche Mexico                              | 4:04:55 | Paolo Grecucci Italië                            | 4:06:27 |
| 1979 | Martín Bermúdez Mexico                         | 3:43:36 | Enrique Vera Mexico                              | 3:43:59 | Viktor Dorovskikh Sovjet-Unie                    | 3:45:51 |
| 1981 | Raúl González Mexico                           | 3:48:30 | Hartwig Gauder Duitse Democratische Republiek    | 3:52:18 | Sandro Bellucci Italië                           | 3:54:57 |
| 1983 | Raúl González Mexico                           | 3:45:37 | Sergey Yung Sovjet-Unie                          | 3:48:26 | Viktor Dorovskikh Sovjet-Unie                    | 3:49:47 |
| 1985 | Hartwig Gauder Duitse Democratische Republiek  | 3:47:31 | Andrej Perlov Sovjet-Unie                        | 3:49:23 | Axel Noack Duitse Democratische Republiek        | 3:56:53 |
| 1987 | Ronald Weigel Duitse Democratische Republiek   | 3:42:26 | Hartwig Gauder Duitse Democratische Republiek    | 3:42:52 | Dietmar Meisch Duitse Democratische Republiek    | 3:43:14 |
| 1989 | Simon Baker Australië                          | 3:43:13 | Andrej Perlov Sovjet-Unie                        | 3:44:12 | Stanislav Vezhel Sovjet-Unie                     | 3:44:50 |
| 1991 | Carlos Mercenario Mexico                       | 3:42:03 | Simon Baker Australië                            | 3:46:36 | Ronald Weigel Duitsland                          | 3:47:50 |
| 1993 | Carlos Mercenario Mexico                       | 3:50:28 | Jesús Ángel García Spanje                        | 3:52:44 | Germán Sánchez Mexico                            | 3:54:15 |
| 1995 | Zhao Yongsheng China                           | 3:41:20 | Jesús Ángel García Spanje                        | 3:41:54 | Valentin Kononen Finland                         | 3:42:50 |
| 1997 | Jesús Ángel García Spanje                      | 3:39:54 | Nikolay Matyukhin Rusland                        | 3:41:36 | Valentin Kononen Finland                         | 3:41:09 |
| 1999 | Sergey Korepanov Kazachstan                    | 3:39:22 | Tomasz Lipiec Polen                              | 3:40:08 | Nikolay Matyukhin Rusland                        | 3:40:13 |
| 2002 | Aleksej Vojevodin Rusland                      | 3:40:59 | German Skurygin Rusland                          | 3:42:08 | Tomasz Lipiec Polen                              | 3:45:37 |
| 2004 | Aleksej Vojevodin Rusland                      | 3:42:44 | Yu Caohong China                                 | 3:43:47 | Yuriy Andronov Rusland                           | 3:46:49 |
| 2006 | Denis Nizjegorodov Rusland                     | 3:38:02 | Trond Nymark Noorwegen                           | 3:41:30 | Yuriy Andronov Rusland                           | 3:42:38 |
| 2008 | Denis Nizjegorodov Rusland                     | 3:34:14 | Vladimir Kanajkin Rusland                        | 3:36:55 | Alex Schwazer Italië                             | 3:37:04 |
| 2010 | Matej Tóth Slowakije                           | 3:53.30 | Horacio Nava Mexico                              | 3:54.16 | Jared Tallent Australië                          | 3:54.55 |
| 2012 | Jared Tallent Australië                        | 3:40.32 | Si Tianfeng China                                | 3:43.05 | Christopher Linke Duitsland                      | 3:47.33 |
| 2014 | Mikhail Ryzhov Rusland                         | 3:39.05 | Ivan Noskov Rusland                              | 3:39.38 | Jared Tallent Australië                          | 3:42.48 |
| 2016 | Jared Tallent Australië                        | 3:42.36 | Ihor Hlavan Oekraïne                             | 3:44.02 | Marco De Luca Italië                             | 3:44.47 |
| 2018 | Hirooki Arai Japan                             | 3:44.25 | Wang Kaihua Japan                                | 3:44.31 | Satoshi Mauro Japan                              | 3:44.51 |

### Vrouwen

#### 5 kilometer snelwandelen
| Jaar | Goud                              | Goud  | Zilver                              | Zilver | Brons                            | Brons |
| ---- | --------------------------------- | ----- | ----------------------------------- | ------ | -------------------------------- | ----- |
| 1979 | Marion Fawkes Verenigd Koninkrijk | 22:51 | Carol Tyson Verenigd Koninkrijk     | 22:59  | Thorill Gylder Noorwegen         | 23:08 |
| 1981 | Siv Gustafsson Zweden             | 22:57 | Aleksandra Derevinskaya Sovjet-Unie | 23:18  | Lyudmila Khrushcheva Sovjet-Unie | 23:26 |

#### 10 km snelwandelen(-1997 senioren, sinds 2004 junioren)
| Jaar | Goud                                        | Goud  | Zilver                         | Zilver | Brons                      | Brons |
| ---- | ------------------------------------------- | ----- | ------------------------------ | ------ | -------------------------- | ----- |
| 1983 | Xu Yongjiu China                            | 45.14 | Natalya Sharipova Sovjet-Unie  | 45.26  | Sue Cook Sovjet-Unie       | 45.27 |
| 1985 | Yan Hong China                              | 46.22 | Guan Ping China                | 46.23  | Olga Krisjtop Sovjet-Unie  | 46.24 |
| 1987 | Olga Krisjtop Sovjet-Unie                   | 43.22 | Irina Strakhova Sovjet-Unie    | 43.35  | Jin Bingjie China          | 43.45 |
| 1989 | Beate Anders Duitse Democratische Republiek | 43.08 | Kerry Saxby Australië          | 43.12  | Ileana Salvador Italië     | 43.12 |
| 1991 | Irina Strakhova Sovjet-Unie                 | 43.55 | Graciela Mendoza Mexico        | 44.09  | Yelena Sayko Sovjet-Unie   | 44.11 |
| 1993 | Wang Yan China                              | 45.10 | Sari Essayah Finland           | 45.18  | Jelena Nikolajeva Rusland  | 45.22 |
| 1995 | Gao Hongmiao China                          | 42.19 | Jelena Nikolajeva Rusland      | 42.32  | Liu Hongyu China           | 42.49 |
| 1997 | Irina Stankina Rusland                      | 41.52 | Olimpiada Ivanova Rusland      | 41.59  | Gu Yan China               | 42.15 |
|      |                                             |       |                                |        |                            |       |
| 2004 | Vera Sokolova Rusland                       | 45.29 | Anna Bragina Rusland           | 46.15  | Nan Zhang China            | 47.18 |
| 2006 | Vera Sokolova Rusland                       | 44.49 | Aleksandra Kudryashova Rusland | 44.52  | Xue Chai China             | 45.05 |
| 2008 | Tatyana Kalmykova Rusland                   | 42.44 | Irina Yumanova Rusland         | 43.23  | Elmira Alembekova Rusland  | 44.39 |
| 2010 | Antonella Palmisano Italië                  | 47.52 | Qin He China                   | 47.57  | Anna Lukyanova Rusland     | 48.00 |
| 2012 | Sandra Arenas Colombia                      | 45.57 | Alejandra Ortega Mexico        | 46.00  | Nadezhda Leontyeva Rusland | 46.02 |
| 2014 | Duan Dandan China                           | 43.05 | Yang Jiayu China               | 43.37  | Anežka Drahotová Tsjechië  | 43.40 |

#### 20 kilometer snelwandelen
| Jaar | Goud                       | Goud    | Zilver                    | Zilver  | Brons                     | Brons   |
| ---- | -------------------------- | ------- | ------------------------- | ------- | ------------------------- | ------- |
| 1999 | Liu Hongyu China           | 1:27:32 | Natalya Fedoskina Rusland | 1:27:35 | Norica Cîmpean Roemenië   | 1:27:48 |
| 2002 | Erica Alfridi Italië       | 1:28:55 | Olimpiada Ivanova Rusland | 1:28:57 | Natalya Fedoskina Rusland | 1:28:59 |
| 2004 | Jelena Nikolajeva Rusland  | 1:27:24 | Jiang Jing China          | 1:27:34 | María Vasco Spanje        | 1:27:36 |
| 2006 | Ryta Toerava Wit-Rusland   | 1:26:27 | Olimpiada Ivanova Rusland | 1:27:26 | Irina Petrova Rusland     | 1:27:46 |
| 2008 | Olga Kaniskina Rusland     | 1:25:42 | Tatjana Sibileva Rusland  | 1:26:29 | Vera Santos Portugal      | 1:28:17 |
| 2010 | María Vasco Spanje         | 1:31.55 | Vera Santos Portugal      | 1:32.06 | Inês Henriques Portugal   | 1:33.28 |
| 2012 | Jelena Lasjmanova Rusland  | 1:27.38 | María José Poves Spanje   | 1:29.10 | Lü Xiuzhi China           | 1:29.55 |
| 2014 | Anisya Kirdyapkina Rusland | 1:26.31 | Liu Hong China            | 1:26.58 | Elmira Alembekova Rusland | 1:27.02 |
| 2016 | Lupita González Mexico     | 1:26.17 | Qieyang Shijie China      | 1:26.49 | Érica de Sena Brazilië    | 1:27.18 |
| 2018 | Lupita González Mexico     | 1:26.38 | Qieyang Shijie China      | 1:27.06 | Yang Jiayu China          | 1:27.22 |
| 2022 | Ma Zhenxia China           | 1:30.22 | Yang Jiayu China          | 1:31.54 | Kimberly García Peru      | 1:32.27 |

#### 35 kilometer snelwandelen
| Jaar | Goud                   | Goud    | Zilver          | Zilver  | Brons                    | Brons   |
| ---- | ---------------------- | ------- | --------------- | ------- | ------------------------ | ------- |
| 2022 | Glenda Morejón Ecuador | 2:48.33 | Li Maocuo China | 2:50.26 | Katarzyna Zdziebło Polen | 2:51.48 |

#### 50 kilometer snelwandelen
| Jaar | Goud            | Goud    | Zilver         | Zilver  | Brons                    | Brons   |
| ---- | --------------- | ------- | -------------- | ------- | ------------------------ | ------- |
| 2018 | Liang Rui China | 4:04.36 | Yin Hang China | 4:09.09 | Claire Tallent Australië | 4:09.33 |

## Uitslagen ploegen

### Mannen

#### Lugano Trophy
| Jaar | Goud                               | Zilver                             | Brons                              |
| ---- | ---------------------------------- | ---------------------------------- | ---------------------------------- |
| 1961 | Verenigd Koninkrijk 53             | Zweden 53                          | Italië28                           |
| 1963 | Verenigd Koninkrijk 93             | Hongarije 64                       | Zweden 63                          |
| 1965 | Duitse Democratische Republiek 117 | Verenigd Koninkrijk 87             | Hongarije 64                       |
| 1967 | Duitse Democratische Republiek 128 | Sovjet-Unie 107                    | Verenigd Koninkrijk 104            |
| 1970 | Duitse Democratische Republiek 134 | Sovjet-Unie 125                    | West-Duitsland 88                  |
| 1973 | Duitse Democratische Republiek 139 | Sovjet-Unie 134                    | Italië 104                         |
| 1975 | Sovjet-Unie 117                    | Duitse Democratische Republiek 105 | West-Duitsland 102                 |
| 1977 | Mexico 185                         | Duitse Democratische Republiek 180 | Italië 160                         |
| 1979 | Mexico 240                         | Sovjet-Unie 235                    | Duitse Democratische Republiek 201 |
| 1981 | Italië 227                         | Sovjet-Unie 227                    | Mexico 221                         |
| 1983 | Sovjet-Unie 231                    | Italië 189                         | Mexico 146                         |
| 1985 | Duitse Democratische Republiek 234 | Sovjet-Unie 234                    | Italië 233                         |
| 1987 | Sovjet-Unie 607                    | Italië 469                         | Duitse Democratische Republiek 518 |
| 1989 | Sovjet-Unie 585                    | Italië 534                         | Frankrijk 516                      |
| 1991 | Italië 517                         | Duitsland 491                      | Mexico 487                         |
| 1993 | Mexico 540                         | Spanje 491                         | Italië 487                         |
| 1995 | Mexico 846                         | Italië 815                         | CHN 805                            |
| 1997 | Rusland 865                        | Mexico 802                         | Wit-Rusland 801                    |